# Gesellschaft der Dreißig
Die Gesellschaft der Dreißig (frz. Société des Trente, auch Comité des Trente) ist der Name einer Fraktion der Französischen Revolution von 1789. Sie trug dazu bei, die Ausarbeitung der Cahiers de Doléances (Beschwerdebücher) zu beeinflussen und die Wahlen zu den Generalständen zu kontrollieren. Nahezu jedes Mitglied war auch später gewählter Abgeordneter. Sieben gehörten später zu den 47 Abgeordneten des Adels, die sich dem Dritten Stand angeschlossen haben, um die Nationalversammlung zu gründen.

## Gründung und Ziele
Adrien Duport, Berater des Pariser Parlements, gründete im November 1788 einen „Verfassungsklub“, dessen Mitglieder, teilweise aus der Loge Neuf Sœurs (= Loge der neun Schwestern) und der Loge du Contrat Social (= Loge des Gesellschaftsvertrags, ansässig in der rue Coq-Heron) sich in seinem Hôtel trafen. Eine große Anzahl der Mitglieder gehörte bereits einer Gesellschaft zur Befreiung der Sklaven an, einem Klub, der am 19. Februar 1788 von Brissot de Warwille gegründet und vom Marquis de Condorcet im Hôtel de Lussan in der Rue Croix-des-Petits-Champs in Paris versammelt wurde, die der Ansicht waren, dass die amerikanische Revolution der Vorbote einer „Erneuerung des Globus“ und der Abschaffung der Sklaverei war.
Ein Manifest, das das im Februar 1789 veröffentlichte liberale Programm der Gesellschaft der Dreißig zusammenfasst, ermöglicht es seinem Gründer, an den Generalständen teilzunehmen. Die Gesellschaft hatte Auswirkungen auf die in lokalen Komitees organisierten Provinzen.

## Mitglieder
Die Gesellschaft vereinigte die Elite der revolutionären Bourgeoisie und den liberalen Adel mit einigen Prälaten zusammen und umschloss damit alle drei existierenden Stände.
Aus dem 1. Stand
- Pierre-Augustin Robert de Saint Vincent, (1725–1799), Vertreter des Jansenismus;
- Talleyrand, Generalagent des Klerus, zukünftiger Stellvertreter des Klerus bei den Generalständen;
- Anne-Pierre de Montesquiou-Fézensac (1739–1798), künftiger Stellvertreter des Klerus von Paris bei den Generalständen;
- Louis Abbé, Herausgeber der Cahiers für den Bereich Saint-André-des-Arts, nicht als Abgeordneter gewählt;
- Abbé Sieyès (Neuf Sœurs) (1748–1836), künftiger Stellvertreter des Dritten Standes von Paris bei den Generalständen;

Aus dem 2. Stand
- Adrien Duport, Gründer, zukünftiger Stellvertreter des Adels bei den Generalständen;
- Marquis de La Fayette (Coq-Héron) (1757–1834), Veteran des amerikanischen Unabhängigkeitskrieges, künftiger Stellvertreter des Adels der Auvergne bei den Generalständen, künftiger Gründer der Nationalgarde;
- Theodore de Lameth (1760–1829) und Alexandre de Lameth (1756–1854), Veteranen des amerikanischen Unabhängigkeitskrieges, zukünftige Abgeordnete des Adels bei den Generalständen, letzterer ist einer der 47 Abgeordneten aus dem Adel, die sich dem Dritten Stand angeschlossen haben, um die Nationalversammlung zu bilden, zukünftige Kommandeure der Nationalgarde;
- La Rochefoucauld-Liancourt (Coq-Héron), Freund und Übersetzer von Benjamin Franklin, zukünftiger Abgeordneter des Pariser Adels bei den Generalständen, ist einer der 47 Abgeordneten aus dem Adel, die sich dem Dritten Stand angeschlossen haben, um die Nationalversammlung zu bilden.
- Marquis de Condorcet (1743–1794), künftiger Abgeordneter von Paris in der gesetzgebenden Versammlung,
- Louis Antoine de Saint-Just, zukünftiger Abgeordneter des Adels bei den Generalständen, ist einer der 47 Abgeordneten aus dem Adel, die sich dem Dritten Stand angeschlossen haben, um die Nationalversammlung zu bilden.
- François Xavier de Montesquiou-Fézensac, zukünftiger Abgeordneter aus dem Adel Adels bei den Generalständen, ist einer der 47 Abgeordneten aus dem Adel, die sich dem Dritten Stand angeschlossen haben, um der Nationalversammlung Gültigkeit zu verleihen.
- Louis-Michel Lepeletier de Saint-Fargeau (1760–1793), künftiger Abgeordneter des Pariser Adels bei den Generalständen, ist einer der 47 Abgeordneten aus dem Adel, die sich dem Dritten Stand angeschlossen haben, um die Nationalversammlung zu bilden.
- Louis Joseph Charles Amable d’Albert de Luynes (1748–1807), der Herzog wird zukünftiger Stellvertreter des Adels von Tours bei den Generalständen, ist einer der 47 Stellvertreter aus dem Adel, die sich dem Dritten Stand angeschlossen haben, um die Nationalversammlung zu bilden.
- Armand-Désiré de Vignerot du Plessis (11761–1800), wird zukünftiger Abgeordneter des Adels bei den Generalständen, ist einer der 47 Abgeordneten aus dem Adel, die sich dem Dritten Stand angeschlossen haben, um die Nationalversammlung zu bilden.
- Antoine Destutt de Tracy (1754–1836), künftiger Stellvertreter des Adels von Bourbonnais;
- Honoré Gabriel de Riqueti, comte de Mirabeau, zukünftiger Stellvertreter des Dritten Standes von Marseille bei den Generalständen;
- François Louis Jean-Joseph de Laborde de Méréville, Bankier, zukünftiger Stellvertreter des Dritten Standes von Étampes bei den Generalständen.

Aus dem 3. Stand
- Guy Target (1733–1807), Jansenist, Herausgeber bei Guillotin (Neuf Sœurs) der Pariser Cahiers und künftiger Stellvertreter des Dritten Standes von Paris bei den Generalständen, künftiger Herausgeber bei Camus, mit dem er bei Zivilverfassung des Klerus zusammenarbeitete;
- Nicolas Bergasse(1750–1839), mit de Brissot und Étienne Clavière Gründer der Gallo-American Society, zukünftiger Stellvertreter des Dritten Standes in Lyon bei der Generalversammlung, wird später reaktionär;
- Pierre Samuel du Pont de Nemours (1739–1817), künftiger Stellvertreter des Dritten Standes von Nemours bei den Generalständen, künftiger amerikanischer Staatsbürger, wird Louisiana für Frankreich verkaufen;
- Constantin François Volney (Neuf Sœurs), atheistischer Orientalist, Autor der 1788 für die Legalität der Generalstände erforderlichen Bedingungen, Bewunderer von Benjamin Franklin im Salon von Anne-Catherine Helvetius, künftiger Stellvertreter des Dritten Standes von Craon, einer der ersten, der die Schaffung der Nationalgarde veranlasste;
- Huet de Semonville, (1759–1839) künftiger stellvertretender Stellvertreter des Dritten Standes von Paris bei den Generalständen, damals Mitglied der Pariser Kommune;
- Pierre-Louis Roederer, zukünftiger Stellvertreter des Dritten Standes von Metz bei den Generalständen, dann bei der Konstituierenden Versammlung, Sekretär der Jakobiner;
- Dominique Joseph Garat (Neuf Sœurs), künftiger Stellvertreter des Dritten Standes von Labourd bei den Generalständen, wird einer der Kommissare sein, die für das Aushandeln der Drei-Stände-Versammlung waren.
- Nicolas-Louis François de Neufchâteau (Neuf Sœurs) (1750–1828), zukünftiger Stellvertreter des Dritten Standes der Vogesen bei den Generalständen;
- Étienne Clavière (1735–1793), Genfer Bankier, Freund von Talleyrand, Mirabeau, de Brissot, mit dem er die Societé Amis des Noirs (= „Gesellschaft Freunde der Schwarzen“) gründete; später Regierungschef
- Isaac Panchaud (1737–1789), Bankier in London und Paris schweizerischer Herkunft, Berater von Talleyrand;
- Antoine Sabatier (1742–1817), Autor einer Abhandlung über die Souveränität, bezeichnete sich unberechtigt als „Abbé“;